# داريا بينزار
داريا فيتالينا بينزار (بالروسية: Пынзарь, Дарья Витальевна)‏ ، داريا فيتالينا بينزار (تشيرنيخ) ، من مواليد 6 يناير 1986) هي سيدة أعمال روسية، عارضة أزياء، مدوّنة ومقدمة برامج تلفزيونية، اشتهرت بمشاركتها في برنامج الواقع على تلفزيون دوم -2.

## نشأتها
تأتي داريا تشيرنيخ من يناكييفو، دونيتسك أوبلاست. قضت طفولتها وشبابها في بالاكوفو ، ساراتوف أوبلاست ، روسيا. أصبحت يتيمة مبكرة جدًا، لذا اعتنت بها أختها الكبرى ناتاليا. تخرجت داريا من مدرسة بالاكوفو رقم 13 ومعهد موسكو للاقتصاد والتصميم (كلية التصميم) في عام 2010.

## روابط خارجية
- داريا بينزار على موقع IMDb (الإنجليزية)
- داريا بينزار على موقع قاعدة بيانات الفيلم (الإنجليزية)